# Kvadratikus szavazás
A kvadratikus szavazás (quadratic voting; rövidítve QV) olyan kollektív döntéshozatali eljárás, amelyben a szavazók kifejezhetik, hogy mennyire fontos nekik a kérdés, nem pedig csak azt, hogy támogatják-e vagy sem.
Alkotói, Steven P. Lalley
és Eric Glen Weyl
szerint a kvadratikus szavazás a lehető legjobban követi a szavazócsoport preferenciáit, bár a kvadratikus szavazás más támogatói szerint ez csak megközelítőleg igaz.

## A koncepció
A kvadratikus szavazás a piaci elveken alapszik. A szavazóknak „szavazati kredit” áll rendelkezésükre, amellyel több szavazás eredményét befolyásolhatják. A kreditjeikért szavazatokat vásárolhatnak a fontosnak vélt szavazásokhoz, vagy akár mindegyikhez, de több szavazat egyre több kreditet igényel. Egy szavazat egy kreditbe kerül, két szavazat négy, három szavazat kilenc, és így tovább, négyzetesen (kvadratikusan) emelkedik a költség.
| Szavazatok száma              | Kreditköltség |
| ----------------------------- | ------------- |
| 1                             | 1             |
| 2                             | 4             |
| 3                             | 9             |
| 4                             | 16            |
| 5                             | 25            |
| {\displaystyle {\sqrt {n\ }}} | n             |

Például egy szavazó, akinek 16 szavazati kredit áll rendelkezésére négy szavazáshoz, és számára mindegyik egyformán fontos, akkor mindegyikre 2-2 szavazatot vásárolhat, de dönthet úgy is, hogy csak az egyik szavazást akarja befolyásolni és arra 4 szavazatot vásárol. Bárhogy másként is eloszthatja kreditjeit, vagy akár meg is tarthat belőle valamennyit, és majd valamelyik jövőbeli szavazásra fogja elhasználni.

## Alkalmazás
A kvadratikus szavazást a coloradói képviselőház választmánya már alkalmazta 2019 tavaszán. A törvényhozók a következő két évre vonatkozó jogalkotási prioritásaik eldöntésére használták, 107 lehetséges törvényjavaslat közül választva. A választmány mind a 41 tagja 100-100 virtuális tokent kapott, amelyek lehetővé tették számukra, hogy akár 9 szavazatot tegyenek egy javaslatra (mivel 81 virtuális token képviselt 9 szavazatot egy törvényjavaslatért) és 3 szavazatot egy másik törvényjavaslatra, vagy 5 szavazatot (azaz 25 virtuális zsetont) 4 különböző javaslatra. Végül a győztes a szenátus 85. számú törvényjavaslata lett, az egyenlő munkáért egyenlő díjazásról szóló törvény, összesen 60 szavazattal. A kvadratikus szavazási rendszeren keresztül sokkal könnyebb volt észlelni a vélemények eltérését, mivel a szavazatok száma drasztikusan változott az egyes törvényjavaslatok között.

## Fordítás
Ez a szócikk részben vagy egészben  a   Quadratic voting című angol Wikipédia-szócikk fordításán alapul.  Az eredeti cikk szerkesztőit annak laptörténete sorolja fel. Ez a jelzés csupán a megfogalmazás eredetét és a szerzői jogokat jelzi, nem szolgál a cikkben szereplő információk forrásmegjelöléseként.